# Апостол Арсаке
Апостол Арсаке (рум. Apostol Arsache; 1792 — 1874, Бухарест) — румунський політик, тимчасовий прем'єр-міністр Румунії (8 червня — 23 червня 1862).

## Біографія
Народився в грецькій родині в селі Хотахове, недалеко від Пермета, в 1800 разом з сім'єю переїхав до Відня, а потім, в 1814 до Бухареста.
З 1862 міністр закордонних справ в уряді на чолі з Барбу Катарджу.
Після вбивства Катарджу, тимчасово займав посаду прем'єр-міністра.
Займався благодійницькою діяльністю. Завдяки численним пожертвуванням, особливо на користь розвитку освіти, йому було присвоєно звання почесного громадянина Греції.